# Pokolj u Paulin Dvoru
Pokolj u Paulin Dvoru, ratni zločin iz prosinca 1991. kada su pripadnici Hrvatske vojske ubili 19 civila. 

## Zločin i zataškavanje
Odgovorni za zločin bili su pripadnici 2. satnije 1. bojne 130. brigade HV-a. Oni su 11. prosinca 1991. stigli u Paulin Dvor s namjerom da osvete smrt svog suborca koji je ranije poginuo u srpskom granatiranju. Uputili su se prema kući Andrije Bukovića za koju su znali da se u njoj nalazi skupina civila srpske nacionalnosti te ih ubili paljbom iz automatskog oružja te ručnim granatama. 18 ubijenih bili su srpske nacionalnosti dok je 19. žrtva bio Mađar.
Nakon ubojstva civila, tijela su im stavljena u crne plastične vreće te odvezeni u vojno skladište Lug kod Čepina gdje su zakopani ne bi li se slučaj zataškao. 27. studenog 1996. zapovjednik zbornog područja general Đuro Dečak tražio je od tadašnjeg šefa HIS-a, Miroslava Tuđmana da se tijela prebace iz vojne baze na neku drugu lokaciju. Na sastanku obavještajne zajednice u siječnju 1997. odlučeno je da se ostaci ubijenih uz pomoć inženjerijske postrojbe i uz nadzor SIS-a i kriminalističkog odjela Vojne policije prebace u naselje Rizvanušu u Ličko-senjskoj županiji.

## Istraga i suđenje
Istraga o pokolju u Paulin dvoru započela je u lipnju 2002. nakon što su haaški istražitelji ranije u veljači našli posmrtne ostatke. Jedinoj dvojici optuženika, Nikoli Ivankoviću i Enesu Viteškiću suđenje je započelo 9. lipnja 2003. na Županijskom sudu u Osijeku. Optuženi Ivanković nepravomoćno je osuđen na dvanaest godina, nakon čega je žalbom državnog odvjetništva i odlukom Vrhovnog suda Republike Hrvatske presuda preinačena na 15 godina. Iako je Viteškić ranije dvaput nepravomoćno oslobođen, u oba slučaja Vrhovni sud je tražio ponavljanje suđenja zbog pogrešno utvrđenog činjeničnog stanja. 17. svibnja 2012. na trećem suđenju nepravomoćno je osuđen na 11 godina zatvora.

## Vanjske poveznice
- Tijek suđenja  Arhivirana inačica izvorne stranice od 3. travnja 2012. (Wayback Machine) na centar-za-mir.hr